# Австралийская кухня

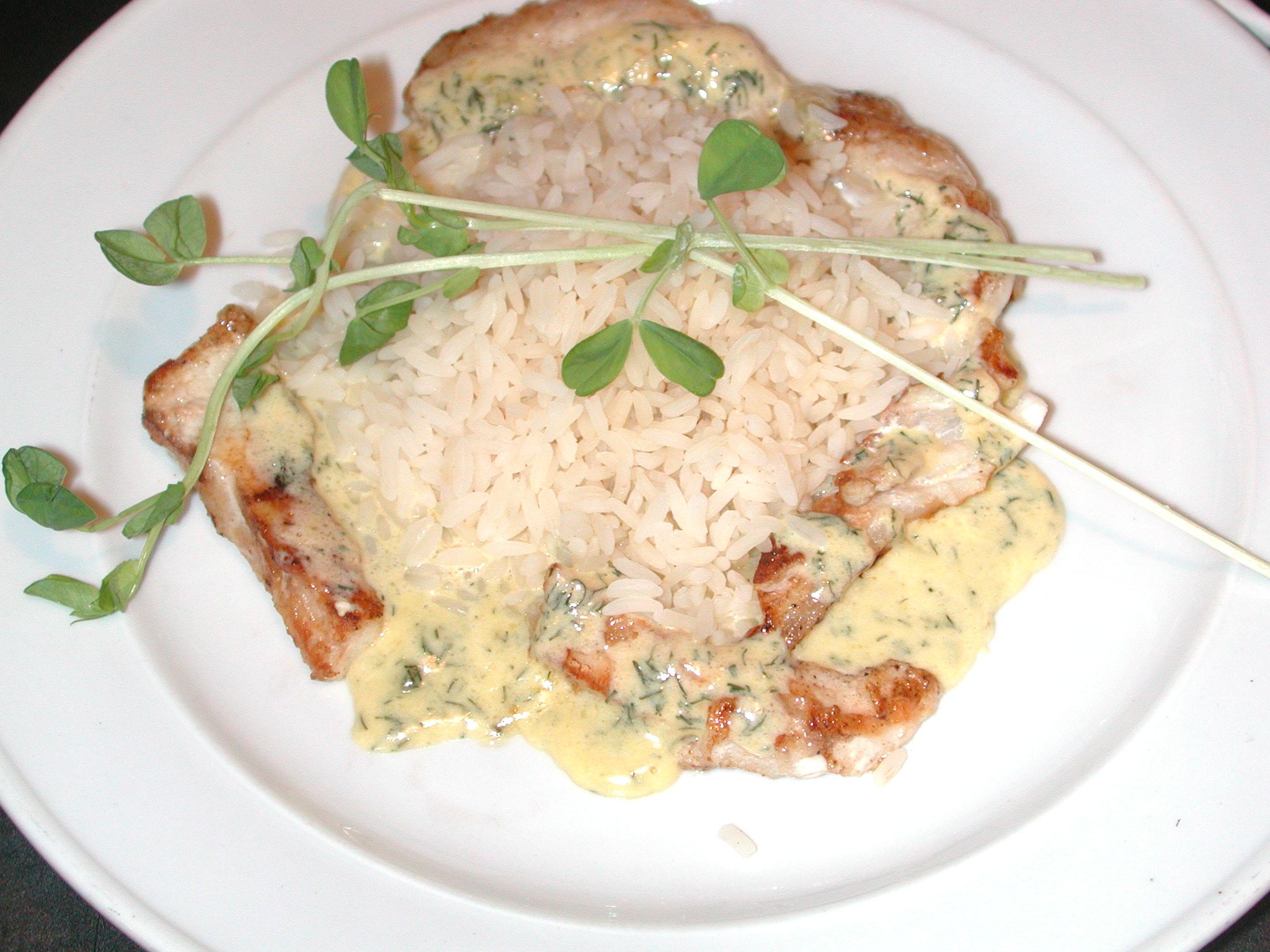
Стейк из крокодильего мяса с гарниром

Австралийская кухня — национальная кухня Австралии. Наибольшее влияние на развитие австралийской кухни оказала британская кухня, привезённая в Австралию первыми переселенцами. С новой волной иммигрантов в XIX—XX веках кухня обогатилась традициями азиатской и средиземноморской кухонь.
В настоящее время под воздействием глобализации австралийская кухня становится всё более интернациональной. Можно встретить рестораны и магазины, предлагающие халяльные и кошерные блюда и продукты. Рестораны, сочетающие в своей кухне традиции разнообразных кухонь со всего мира и адаптирующие традиционные рецепты для современной кухни, часто носят пометку Modern Australian. Британские блюда до сих пор достаточно распространены, в том числе в сегменте фастфуда (например, фиш-энд-чипс).
Исконно австралийская кухня аборигенов была возрождена благодаря множеству натуральных приправ, изготовленных из растений, произрастающих на территории материка. Именно эти ингредиенты стали основой новой кухни, которую полюбили гурманы.

## Обзор
Большое влияние на развитие кулинарных традиций страны оказали прежде всего азиатские и восточно-азиатские соседи Австралии, в первую очередь Китай, Япония, Таиланд и Вьетнам, а также иммигранты со всех частей света. В этом отношении австралийская кухня весьма схожа с так называемой «средиземноморской кухней» (смесь греческой, ливанской, марокканской и итальянской кухонь) благодаря смешению традиций иммигрантов, прибывших в Австралию в 1950-х — 60-х годах. У австралийцев весьма популярны морепродукты и овощи.
На выходных часто устраивают пикники с приготовлением барбекю, не только в семейном кругу и с друзьями, но и также в школах, в клубах по интересам и т. д.
В австралийской кухне до сих пор соблюдаются некоторые кулинарные традиции Британии, особенно в семьях англо-кельтского происхождения. Как и в Англии, к рождественскому столу принято подавать жареную индейку, курицу, окорок с гарниром и сливовый пудинг на десерт, хотя Рождество в Австралии приходится на лето.

## Традиции

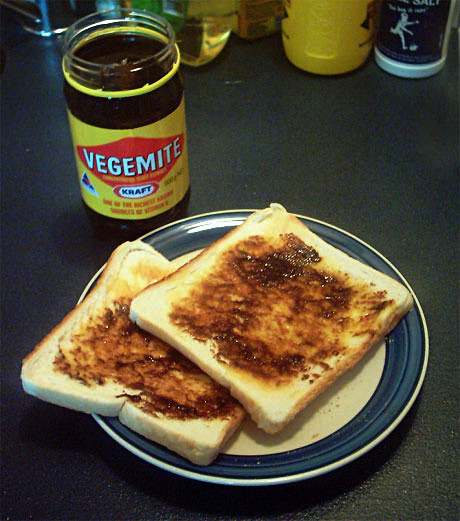
Тосты с Vegemite

### Завтрак
Типичный австралийский завтрак схож с привычным завтраком европейцев. В связи с тёплым климатом, завтрак обычно довольно лёгкий, однако в регионах с более прохладным климатом часто готовят «английский завтрак» с овсяной кашей, яичницей, беконом, сосисками, томатами и грибами. Более лёгкий завтрак включает в себя мюсли, бутерброды и фрукты. В качестве напитков обычно подают чай, кофе, молоко, сок.
Также на завтрак часто едят хлеб или сэндвичи с Vegemite.

### Ужин
Основным приёмом пищи для большинства австралийцев является ужин, который традиционно проводят в кругу семьи. При этом блюда зависят в большой степени от личных предпочтений и/или происхождения членов семьи. Общими для большинства семей можно назвать жареное мясо с овощами, макаронные изделия, пицца, барбекю, салаты, супы.
Рестораны и кафе обычно не привязаны к определённой кухне и предлагают на ужин сэндвичи, различные разновидности пасты, ризотто, стейки, жареных цыплят и другие мясные блюда; торты, пирожные и другие десерты; соки, красное и белое вино, газированные напитки, пиво, кофе.

## Кухня аборигенов

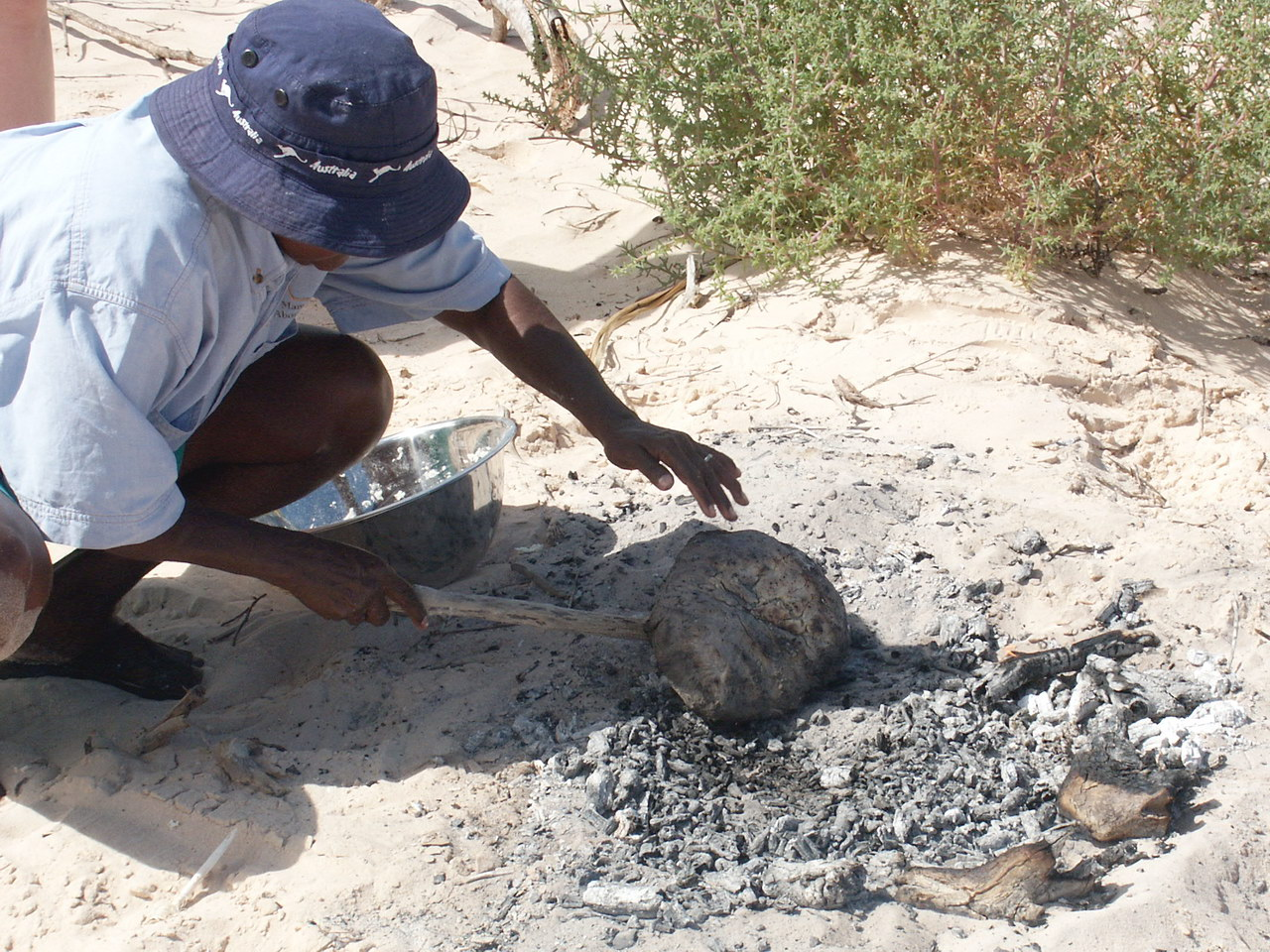
Приготовление хлеба дампер на углях (буш таккер)

Кухня австралийских аборигенов (бушфуд, буш таккер) основана на употреблении в пищу продуктов исключительно австралийского происхождения. Национальными мясными продуктами считаются кенгурятина, мясо опоссума, валлаби, эму и крокодила. Сейчас кенгурятину можно найти практически во всех продуктовых магазинах (также за пределами Австралии) по цене, сравнимой с ценой говядины. Также в пищу употребляют мясо более экзотичных животных и личинки насекомых. В регионах, близких к побережью, распространены рыба и морепродукты.
Традиционные фрукты и овощи: квандонг («десертный персик»), «австралийский томат», давидсония (мелкая слива), пальчиковый лайм, warrigal greens (местный сорт шпината) и другие представители австралийской флоры. В качестве специй используют лимонный мирт, тасманнийский перец и анисовый мирт. Широкое распространение во всём мире получил орех макадамия.

## Типичные блюда и продукты
- «Пирог-поплавок» — австралийский мясной пирог в центре тарелки густого горохового супа или горохового пюре, к этому блюду дополнительно подаётся томатная паста
- Австралийский мясной пирог — небольшой мясной пирог размером с ладонь
- Мясо эму
- Веджимайт — густая, очень солёная паста на основе дрожжевого экстракта, которую намазывают на хлеб или крекеры
  - и булочки cheesymite scroll из него
- Кенгурятина
- Мясо крокодила
- Блюда из рыбы баррамунди
- Мозги по-матросски — вареные мозги со сливочным маслом и красным вином[7]
- Картофельное пюре
- Макаронные изделия с различными соусами; салат с макаронами
- Цыплята Мельбурн — цыплёнок, ножки и грудка которого обжарены на оливковом масле. Подаётся с розовым соусом

- Десерты:

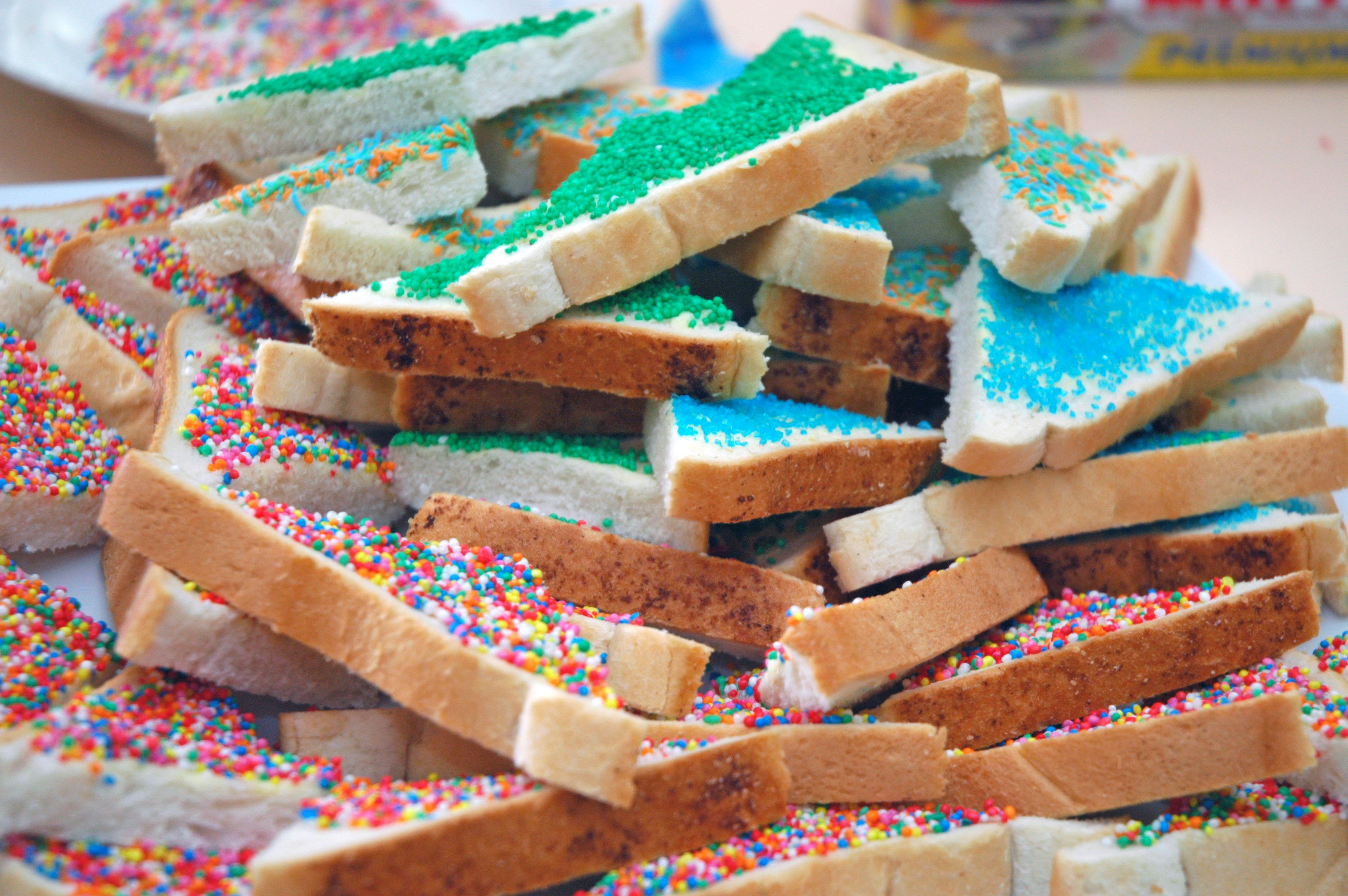
Fairy bread

  - Павло́ва — торт-безе со свежими фруктами
  - Ламингтон — пирожное из бисквита, политого шоколадной глазурью и обсыпанного кокосовой стружкой
  - Кекс-лягушка — бисквитное пирожное в виде головы лягушки
  - АНЗАК — печенье с овсяными хлопьями и кокосом
  - Желе из ежевики с лимонным соком
  - Шоколадный торт «Бумеранг»
  - Эльфийский хлеб — белый хлеб, намазанный маслом и посыпанный цветной кондитерской крошкой
  - Тим Там — шоколадный батончик с бисквитом внутри